# Даїні Кунія
Даїні Кунія (яп. 大仁 邦彌, нар. 12 жовтня 1944, Хьоґо —) — японський футболіст, що грав на позиції захисника.

## Клубна кар'єра
Грав за команду Міцубіши Моторс.

## Виступи за збірну
Дебютував 1972 року в офіційних матчах у складі національної збірної Японії. У формі головної команди країни зіграв 44 матчі.

## Статистика
Статистика виступів у національній збірній.
| Збірна Японії | Збірна Японії | Збірна Японії |
| Роки          | Ігри          | голи          |
| ------------- | ------------- | ------------- |
| 1972          | 6             | 0             |
| 1973          | 4             | 0             |
| 1974          | 7             | 0             |
| 1975          | 12            | 0             |
| 1976          | 15            | 0             |
| Усього        | 44            | 0             |